# هيرمان رايلي
هيرمان رايلي (بالإنجليزية: Herman Riley)‏ هو عازف ساكسفون أمريكي، ولد في 31 أغسطس 1933 في نيو أورلينز في الولايات المتحدة، وتوفي في 14 أبريل 2007 في لوس أنجلوس في الولايات المتحدة.

## وصلات خارجية
- هيرمان رايلي على موقع IMDb (الإنجليزية)
- هيرمان رايلي على موقع ميوزك برينز (الإنجليزية)
- هيرمان رايلي على موقع أول ميوزيك (الإنجليزية)
- هيرمان رايلي على موقع ديسكوغز (الإنجليزية)